# Christine Birkhoff
Christine Birkhoff (* 1965) ist das Pseudonym einer ehemaligen Polizistin, die den Erlebnisbericht Ein falscher Traum von Liebe veröffentlicht hat. In ihrem Buch schildert sie ihren mühsamen Weg von einer grausamen Kindheit bis hin zu einem glücklichen Familienleben als erwachsene Frau. Die packende Geschichte von Christine Birkhoff beschreibt die vielen Stationen ihres Lebens und die Schwierigkeiten, mit denen Opfer körperlicher und sexueller Gewalt insbesondere im Erwachsenenalter noch zu kämpfen haben.    

## Werdegang
Christine Birkhoff wurde als Tochter einer späteren Grundschullehrerin geboren. Ihre Mutter, bei der Geburt 18 Jahre alt, gab das Kind sofort in ein Heim. Später kam Christine zu ihrer Großmutter. Als sie drei Jahre alt war, holten die Eltern sie wieder zu sich. Kurz danach setzten die Misshandlungen durch Schläge und Demütigungen ein. Nach der Scheidung der Eltern wuchs Birkhoff bei ihrer Mutter und deren neuem Lebensgefährten auf, der sie im Alter von 14 Jahren vergewaltigte und bis zu ihrem Suizidversuch kurz vor ihrem 18. Lebensjahr sexuell missbrauchte.
Mit 18 Jahren zog sie von zuhause aus, absolvierte das Abitur und flüchtete auf eine Großbaustelle nach Westafrika, wo sie in der Buchhaltung arbeitete. Von dort aus bewarb sie sich als Stewardess bei der Deutschen Lufthansa und flog fünf Jahre rund um den Globus auf interkontinentalen Strecken. Es folgte eine Umschulung zur Wirtschaftskorrespondentin in den Sprachen Englisch und Französisch bei der IHK. Christine Birkhoff verschlug es nach Frankfurt am Main, wo sie für einen renommierten Headhunter tätig war. Die passionierte Reiterin zog anschließend nach Hannover, um sich reiterlich bei Richard Hinrichs fortzubilden. 1995 bewarb sie sich bei der Polizei in NRW und war bis zur Eröffnung ihres Reitsportgeschäftes im Jahr 2007 im Streifendienst tätig. 2001, nach ihrem psychischen Zusammenbruch, begannen die Ermittlungen zu ihrem Fall. Ein Formfehler sowie Verjährungsfristen veranlassten das OLG Hamm im Jahr 2002 zur Einstellung des Verfahrens. Nachdem Christine Birkhoff 12 Jahre lang professionelle Hilfe in Anspruch nehmen musste, engagiert sie sich heute für die Opfer von Kindesmisshandlung und Missbrauch. "Es gibt uns, auch wenn das niemand wahrhaben will."
Einen ersten Durchbruch erreichte Christine Birkhoff mit ihrem Auftritt am 22. Oktober 2008 bei SternTV. Als Gast bei Günther Jauch schilderte sie erstmals vor einer breiten Öffentlichkeit die seelischen Qualen, denen nach ihren Angaben "Zehntausende" in Deutschland ausgesetzt sind. "Das Schweigen der Opfer schützt nur die Täter."
Eine Änderung des Präventionsgedankens und des Umgangs mit erwachsenen Opfer sind ihre Hauptanliegen.

## Werke
- Ein falscher Traum von Liebe. Der lange Weg aus der Hölle meiner Kindheit. Bastei-Lübbe Verlag, Bergisch Gladbach 2007, ISBN 978-3-404-61609-1.